# Maniquí capblanc
El maniquí capblanc (Lonchura maja) és una espècie d'ocell de la família dels estríldids (Estrildidae) que habita pastures, aiguamolls, conreus d'arròs i medi humà a Tailàndia, Malaia, Sumatra i algunes illes properes.